# جحالة (الحيمة الخارجية)

تعديل مصدري - تعديل

جحالة هي إحدى قرى عزلة جحالة بمديرية الحيمة الخارجية التابعة لمحافظة صنعاء، بلغ تعداد سكانها 547 نسمة حسب تعداد اليمن لعام 2004.